# Микроплатёж
Микротранза́кции, или микроплатежи́ (англ. Micropayments), — бизнес-модель распространения загружаемого контента или доступа к предоставляемым услугам по небольшим ценам (обычно в пределах 10 $).
Такая модель особенно распространена в различных MMORPG-играх и зачастую заменяет собой плату в виде подписки.
Также подобная модель оплаты применяется при распространении контент-услуг в сетях сотовой связи (мелодии, картинки, программы для мобильных телефонов).
Невысокий размер оплаты снижает психологический барьер перед покупкой у потенциального покупателя.
С 2013 года микроплатежи стали упоминать как одно из конкурентных преимуществ криптовалют перед фиатными деньгами. Речь идёт о переводах на сумму 1 доллара США и меньше. Такие суммы невыгодны обычным и электронным платёжным системам ввиду больших трансакционных издержек. А в криптовалютах они как раз очень низкие, вне зависимости от величины платежа. Комиссия, которую взимают за каждый перевод платёжные системы (например, PayPal взимает примерно 3 %), также является аргументом в пользу криптовалют с комиссиями меньше 1 %.